# Bernardo di Niccolò Machiavelli
Bernardo Machiavelli (* zwischen 1426 und 1429; † 1500), Bürger der Republik Florenz, ist der Nachwelt als Vater des Niccolò Machiavelli bekannt. Seine Person und sein Leben in Florenz sind für uns durch sein eigenes Tagebuch greifbar geworden. Unter den florentinischen Tagebüchern des 15. Jahrhunderts, den so genannten ricordanze, nimmt Bernardo Machiavellis Tagebuch, sein libro di ricordi aus den Jahren 1474–1487, eine besondere Stellung ein.

## Leben
Als Sohn des Niccolò di Buoninsegna Machiavelli und dessen Frau Ghostanza geboren, lebte Bernardo Machiavelli mit seiner Frau Bartolomea, seinen vier Kindern, Primavera, Margherita, Niccolò und Totò, sowie einer Dienstmagd im Florentiner Stadtviertel Santo Spirito südlich des Arno. Sein Haus gehörte zu einem Komplex von mittelalterlichen Häusern im Besitz des Machiavelli-Clans an der Via Romana (heute Via Guicciardini) zwischen der Kirche Santa Felicita und dem Palazzo Pitti. Diese Häuser wurden im Zweiten Weltkrieg durch Bombenangriffe in Schutt und Asche gelegt.
Die Machiavelli-Familie kann unter die älteren Florentiner Familien und unter die popolani grassi, die Klasse der „wohl-ernährten“ Bürger, gerechnet werden, die im 14. und 15. Jahrhundert eher den höheren Zünften angehörten. Obwohl nicht besonders reich, zählte die Familie zu den oberen 100 Familien der Stadt. Volker Reinhardt bezeichnet ihn als „ein Advokat von seltener Erfolglosigkeit“. „Diese kümmerlichen Lebensverhältnisse standen im krassen Gegensatz zur Vergangenheit des Machiavelli-Clans insgesamt.“
Spätestens gegen Ende des 14. Jahrhunderts besaßen die Machiavelli-Familien auch Grundbesitz in der Gegend von Sant’Andrea in Percussina, einem kleinen Dorf in der Nähe des Marktortes San Casciano, südwestlich von Florenz. Das Haus von Bernardo Machiavelli in diesem Dorf, das albergaccio, ist durch die Briefe seines Sohns Niccolò berühmt geworden, als dieser bittere Jahre des Exils dort verbrachte. Hier war es, dass Niccolò sein Principe und seine Discorsi verfasste, nachdem die Medici ihn aus seinem Amt in der florentinischen Kanzlei entlassen und aus der Stadt verbannt hatten.
Bernardo Machiavelli studierte Römisches Recht, vermutlich in Florenz, daher sein Titel messer. Obwohl er kaum Einkünfte aus einem juristischen Beruf bezog, kaufte er noch als älterer Mann Bücher des Römischen und kanonischen Rechts. Er hatte aber neben Hausbesitz auch Schulden von seinem Vater und seinen Onkeln geerbt, die ihm den Weg zum politischen Amt und wohl auch zur Mitgliedschaft der Zunft der Richter und Notare versperrten. Machiavelli war ferner Mitglied einer Flagellanten-Laienbruderschaft, der Compagnia di S. Jeronimo, wie in den Registern der Bruderschaft zu erfahren ist.

## Bernardo Machiavellis Tagebuch
Die Aufzeichnungen umfassen 63 Seiten im toskanischen Dialekt. Die Handschrift des Tagebuchs wird in der Biblioteca Riccardiana in Florenz aufbewahrt. Cesare Olschki transkribierte diese Handschrift, die 1954 als Edition in geringer Auflage erschien. Obwohl eher auf die prosaischen Angelegenheiten eines Familienvaters bezogen, tragen Machiavellis Aufzeichnungen zu unseren Kenntnissen über die Kindheit und Jugend des Niccolò Machiavelli und seine Erziehung (Latein und kaufmännisches Rechnen) bei, informieren über die Lebensverhältnisse der sechsköpfigen Familie und den Buchbesitz des Vaters.
Die ricordi sind nicht das Ergebnis eines nach innen gerichteten Blicks und nur selten Ort der Intimität und des Geheimnisses. Sämtliche Eintragungen Machiavellis sind veranlasst durch Einflüsse wie etwa eine Vereinbarung oder Transaktion mit seinen Mitmenschen und behandeln meist alltägliche Geschäfte: Bestellungen von Leinenstoff bei florentinischen Webern, Pachtverträge für Machiavellis zwei kleine Landgüter in Sant’Andrea di Percussina, Verkäufe von landwirtschaftlichen Erzeugnissen oder Reparaturarbeiten an der eigenen Villa oder casa da signore in demselben Dorf. Auf den Seiten des Tagebuchs lesen wir aber auch über die schwere Erkrankung Machiavellis an der Beulenpest (malattia del segno) und über das nachgerade exterministische, beliebige und für die Individuen aller Generationen unberechenbare Wüten der Epidemie in Familie und Nachbarschaft. Ferner gibt er Auskunft über einen Streit mit einem zahlungsunwilligen florentinischen Metzger, die Verpfändung alter, abgenutzter Kleidungsstücke, den Kauf eines Hochzeitskleides für die älteste Tochter Primavera und das Ausleihen wertvoller Bücher. Insgesamt 27 Bücher, die Bernardo auslieh oder kaufte, werden auf den Seiten des Tagebuchs erwähnt. In einem Fall erhielt er als Geschenk ein Exemplar des „Ab urbe condita“ von Titus Livius, denn er hatte im Auftrag eines Kartographen einen Index sämtlicher im Buch erwähnter Städte, Flüsse, Berge und Inseln erstellt.
Mitunter gibt das Tagebuch wertvolle Einsicht in die florentinische Alltags- und Sachkultur. Gegenstände jeglicher Art (Kleidungsstücke, Haushaltsgegenstände etc.) wurden als Wertgegenstände behandelt und ließen sich in den damals gültigen „Kanon der Dinge“ einfügen. Sie hatten alle einen Verrechnungswert und ließen sich gegen anderes tauschen, schenken, verpfänden, verleihen, verkaufen. Außerdem geben Beschreibungen von Konflikten und ihren Regelungen Einblick in die besondere Praxis des Schlichtens (arbiter). Diese informelle Art der Konfliktregelung ist in  den Quellen selten so anschaulich und lebensnah beschrieben wie in dem Tagebuch des Machiavelli.